# Persea buchtienii
Persea buchtienii är en lagerväxtart som beskrevs av Otto Christian Schmidt. Persea buchtienii ingår i släktet avokador, och familjen lagerväxter. Inga underarter finns listade i Catalogue of Life.